# Wladimir Nikolajewitsch Larin
Wladimir Nikolajewitsch Larin (russisch Владимир Николаевич Ларин, * 8. Mai 1939; † 9. Oktober 2019 in Moskau) war ein sowjetischer bzw. russischer Geologe.

## Leben
Larin entwickelte in 30-jähriger Forschungsarbeit eine neue Theorie über den Metallhydrid-Aufbau der Erde und veröffentlichte dazu einige Bücher und Artikel in Fachzeitschriften – überwiegend in russischer Sprache. Diese Theorie erklärt die Wasserstoff-Ausgasung der Erde.
Larin studierte ab 1961 Geologie an der Lomonossow-Universität in Moskau und machte 1968 mit seiner Diplomarbeit zu diesem Thema seinen Abschluss. Anschließend wurde er Mitarbeiter des Geologischen Instituts RAW. Im Jahr 1989 wurde er mit seiner Dissertation zum Thema Erde: Zusammensetzung, Aufbau und Entwicklung; alternative globale Theorie promoviert. Diese Arbeit wurde 1993 unter dem Titel Hydridic Earth. The New Geology of Our Primordially Hydrogen-Rich Planet auf Englisch in Kanada veröffentlicht (Polar Publishers, Calgary 1993).
Im Oktober 2019 beendete Larin sein Leben durch Suizid. In den letzten Lebensjahren litt er an unerträglichen Kopfschmerzen wegen einer Krebserkrankung.

## Veröffentlichungen (Auswahl)
- Our Earth. Origin, Composition, Structure, and Evolution of Primordial Hydridic Earth. Agar, Moskau 2005
- Hydridic Earth. The New Geology of Our Primordially Hydrogen-Rich Planet. Polar Publishers, Calgary 1993. ISBN 0-9694506-2-1
- Earth. Its composition, structure, and evolution, an alternative global theory. Polar Publishers, Calgary 1992